# پیری جمعیت
پیری جمعیت، سالمندی جمعیت یا سالخوردگی جمعیت به معنی افزایش میانه جمعیتی به دلیل کاهش نرخ باروری یا افزایش امید به زندگی در جمعیت یک منطقه است. اکثر کشورها امید به زندگی و سالخوردگی جمعیت را افزایش داده‌اند (روندهایی که برای اولین بار در کشورهای توسعه یافته پدید آمده‌است و اکنون تقریباً در همه کشورهای در حال توسعه مشاهده می‌شود). این موضوع در مورد تمام کشورها در جهان به جز ۱۸ کشور صادق است. آن ۱۸ کشور توسط سازمان ملل به عنوان «مناطق دموگرافیک» تعیین شده‌اند. جمعیت مسن در حال حاضر در بالاترین سطح خود در تاریخ بشر است. سازمان ملل میزان پیر شدن جمعیت را در قرن بیست و یکم فراتر از قرن گذشته پیش‌بینی می‌کند. تعداد افراد ۶۰ ساله و بالاتر از سال ۱۹۵۰ به سه برابر رسیده‌است. این عدد در سال ۲۰۰۰ به ۶۰۰ میلیون نفر و در سال ۲۰۰۶ از ۷۰۰ میلیون نفر رسید. پیش‌بینی می‌شود که جمعیت سالمندان و سالمندان پزشکی تا سال ۲۰۵۰ به ۲٫۱ میلیارد نفر برسد. کشورها از نظر میزان و سرعت پیری بسیار متفاوت هستند و سازمان ملل متحد پیش‌بینی می‌کند که جمعیت‌هایی که بعداً پیر خواهند شد، زمان کمتری برای انطباق با پیامدهای آن داشته باشند.

کانادا بالاترین نرخ مهاجرت سرانه در جهان را دارد که بخشی از آن برای مقابله با پیری جمعیت است. مؤسسه سی.دی. هاو، که یک اتاق فکر محافظه کار است، پیشنهاد کرده‌است که مهاجرت نمی‌تواند به عنوان یک روش مناسب برای مقابله با پیر شدن جمعیت استفاده شود. این نتیجه‌گیری در پژوهشهای سایر دانشمندان نیز مشاهده می‌شود. جمعیت شناسانی چون پیتر مک دونالد و ربکا کیپن اظهار داشتند: «وقتی میزان باروری به زیر سطح جایگزینی می‌رود، سطح بالایی از مهاجرت خالص سالانه برای حفظ هدف رشد جمعیت صفر جمعیت لازم خواهد بود.» نهاد جمعیت‌شناسیِ بین‌رشته‌ای هلند (NIDI) مسئله را اینگونه شرح می‌دهد: 
"بیشتر کودکانی که امروز در کشورهای توسعه‌یافته متولد می‌شوند ممکن است ۹۰ سالگی یا حتی ۱۰۰ سالگی خود را جشن بگیرند. در عین حال، تعداد نوزادان متولد شده بسیار پایین‌تر از «سطح جایگزینیِ» ۲٫۱ کودک به ازای هر زن است. در نتیجه جوامع به سرعت پیر می‌شوند."

## سالخوردگی در سراسر جهان
جمعیت مسن جهان به‌طور چشمگیری در حال رشد است.

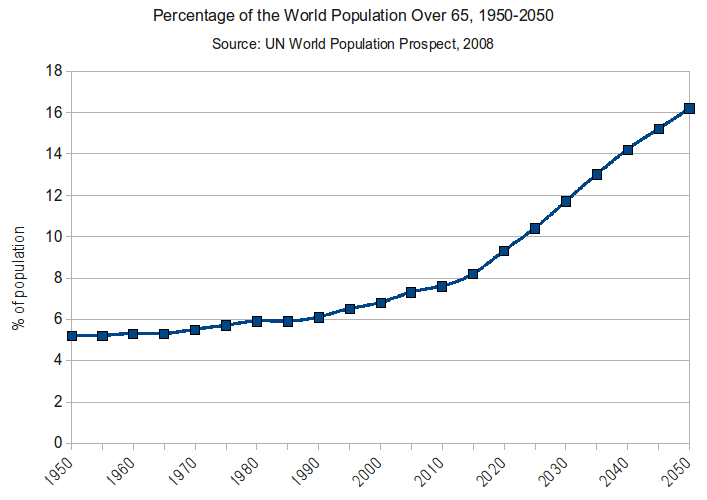
درصد جمعیت جهان بالای ۶۵ سال

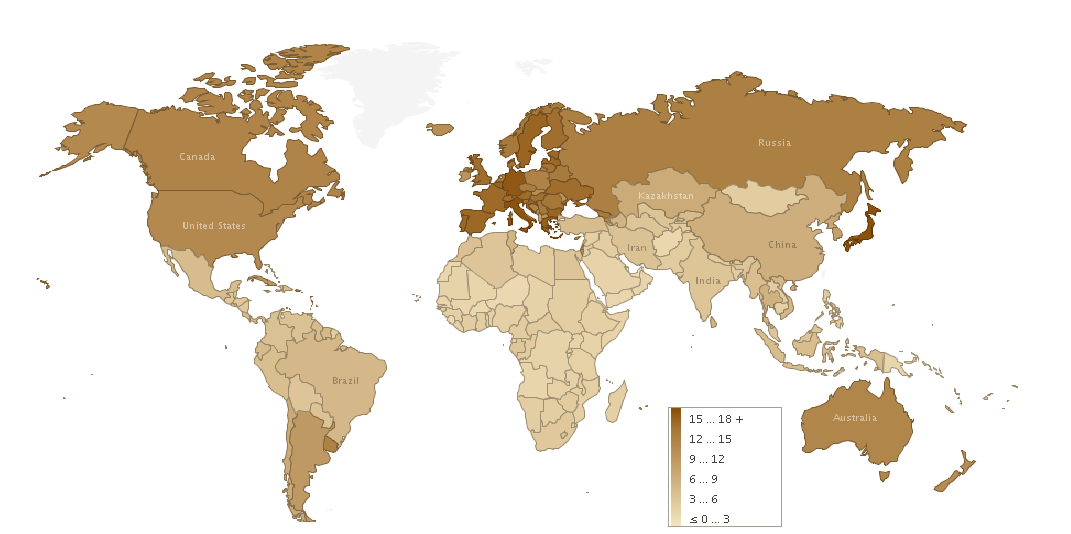
این نقشه روندهای جهانی پیر شدن را با نشان دادن درصد جمعیت هر کشور که بالای ۶۵ سال سن دارد نشان می‌دهد. کشورهای توسعه یافته جمعیت مسن تری دارند زیرا شهروندانشان بیشتر زندگی می‌کنند. کشورهای کمتر توسعه یافته جمعیت بسیار جوان تری دارند. [https://archive.today/20130103050456/http://manyeyes.alphaworks.ibm.com/manyeyes/visualizations/percent-of-population-over-65-by-c یک نسخه تعاملی از نقشه در اینجا موجود است.

اکثر کشورهای توسعه یافته اکنون سطح باروری کمتر از حد جایگزینی دارند و رشد جمعیت اکنون به میزان زیادی به مهاجرت بستگی دارد، که آن نیز ناشی از نسل‌های قبلی است که اکنون از امید به زندگی طولانی تری برخوردار هستند.
از حدود ۱۵۰٬۰۰۰ نفر که هر روز در سراسر جهان می‌میرند، حدود دو سوم یعنی ۱۰۰۰۰۰ نفر در روز - به دلایل وابسته به سن می‌میرند. در کشورهای صنعتی، این نسبت بسیار بیشتر است و به ۹۰٪ می‌رسد.